# Мраморная кошка
Мра́морная ко́шка (лат. Pardofelis marmorata) — вид дикой кошки рода лат. Pardofelis из юго-восточной Азии. Иногда к роду Pardofelis относят также представителей рода Катопумы.

## Описание
Мраморные кошки немного крупнее домашних кошек. Их длина составляет около 55 см, не учитывая 50-сантиметрового хвоста. Узор шерсти напоминает дымчатого леопарда: на жёлтом фоне виднеются крупные чёрные, неравномерно очерченные пятна, внутренняя часть которых светлее краёв. По телосложению мраморные кошки схожи с дальневосточными котами, хотя близкого родства между обоими видами нет. 
Мраморные кошки обитают в континентальной юго-восточной Азии, в восточных Гималаях, на Суматре и Калимантане. Их непосредственной сферой обитания являются тропические леса. Будучи ночным охотником, мраморная кошка питается грызунами, в особенности из семейства беличьих, жабами, птицами и насекомыми. В отличие от живущего на земле бенгальского кота, она передвигается в основном в ветвях деревьев, и таким образом оба вида не составляют друг другу особой конкуренции. Благодаря особому строению суставов лап, может спускаться по стволу дерева головой вниз, что, кроме этого вида, умеют делать только длиннохвостые кошки и дымчатые леопарды.
Из-за небольшого размера мраморную кошку относят к подсемейству малых кошек (Felinae). Однако, после современных анализов ДНК зоологи пришли к  выводу, что по эволюционной линии предок мраморной кошки и рода Катопумы древнее остальных малых кошек и ближе к общему предку больших кошек (Pantherinae) и отделился от него 9,4 млн. лет назад.
Точные оценки численности неизвестны, в изученных местах обитания, в 3 заповедниках в штате Сабах (Малайзия) этот вид не очень редок, хотя его численность зависит от сохранности лесов. Основная угроза для  вида — обезлесение.
Мраморная кошка внесена в Приложение I CITES (Конвенции по международной торговле вымирающими видами дикой фауны и флоры). Охота на неё запрещена в Бангладеш, Китае (только в провинции Юньнань), Индии, Малайзии, Индонезии, Мьянме, Непале и Таиланде.